# Natasha Yanakieva
Natasha Yanakieva Petrova (19 de marzo de 1951) es una deportista búlgara que compitió en piragüismo en la modalidad de aguas tranquilas.
Ganó dos medallas en el Campeonato Mundial de Piragüismo, oro en 1977 y plata en 1978. Participó en tres Juegos Olímpicos de Verano entre los años 1972 y 1980, su mejor actuación fue un séptimo puesto logrado en Montreal 1976 en la prueba de K2 500 m.

## Palmarés internacional
| Campeonato Mundial | Campeonato Mundial    | Campeonato Mundial | Campeonato Mundial |
| Año                | Lugar                 | Medalla            | Competición        |
| ------------------ | --------------------- | ------------------ | ------------------ |
| 1977               | Sofía (Bulgaria)      | Medalla de oro     | K4 500 m           |
| 1978               | Belgrado (Yugoslavia) | Medalla de plata   | K4 500 m           |